# Bondy centrum
Bondy centrum je obchodní centrum v Mladé Boleslavi, ve kterém se nachází více než 70 prodejních jednotek. Budovu navrhlo studio Architekti 4A, postavena byla v roce 2007. Majitelem je Marissa Ypsilon a.s. Centrum se nachází vedle autobusového stanoviště. Nachází se zde 186 venkovních parkovacích míst a 334 vnitřních parkovacích míst.
Součástí budovy je BILLA, kterou provozuje společnost REWE Group, multikino Cinestar, Datart (elektro), Luxor (knihkupectví), CCC (obuv), C&A (oblečení), kik (sezóna, oblečení), takko (oblečení), pompo (hračkářství) a další.

## Odkazy

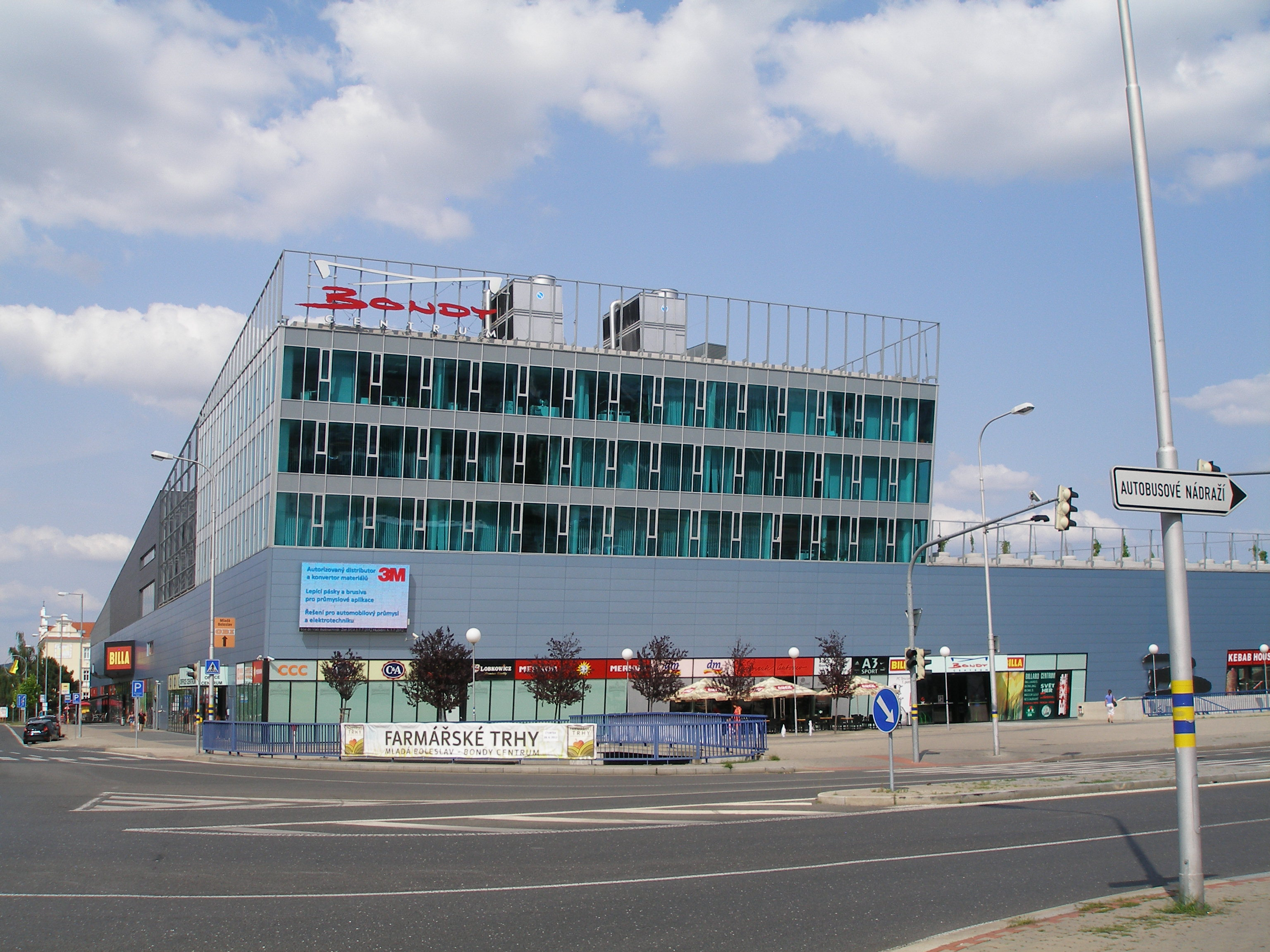
Budova v roce 2012.